# Gran Premi d'Alemanya del 2002
Resultats del Gran Premi d'Alemanya de Fórmula 1 de la temporada 2002, disputat al circuit de Hockenheimring el 28 de juliol del 2002.

## Resultats
| Pos | No | Pilot                 | Equip              | Voltes | Temps/ Retirada | Pos. de sortida | Punts |
| --- | -- | --------------------- | ------------------ | ------ | --------------- | --------------- | ----- |
| 1   | 1  | Michael Schumacher    | Ferrari            | 67     | 1h 27' 52. 078  | 1               | 10    |
| 2   | 6  | Juan Pablo Montoya    | Williams - BMW     | 67     | + 10.503 s      | 4               | 6     |
| 3   | 5  | Ralf Schumacher       | Williams - BMW     | 67     | + 14.466 s      | 2               | 4     |
| 4   | 2  | Rubens Barrichello    | Ferrari            | 67     | + 23.195 s      | 3               | 3     |
| 5   | 3  | David Coulthard       | McLaren - Mercedes | 66     | + 1 Volta       | 9               | 2     |
| 6   | 7  | Nick Heidfeld         | Sauber - Petronas  | 66     | + 1 Volta       | 10              | 1     |
| 7   | 8  | Felipe Massa          | Sauber - Petronas  | 66     | + 1 Volta       | 14              |       |
| 8   | 10 | Takuma Sato           | Jordan - Honda     | 66     | + 1 Volta       | 12              |       |
| 9   | 24 | Mika Salo             | Toyota             | 66     | + 1 Volta       | 19              |       |
| Ret | 9  | Giancarlo Fisichella  | Jordan - Honda     | 59     | Motor           | 6               |       |
| Ret | 4  | Kimi Räikkönen        | McLaren - Mercedes | 59     | Virolla         | 5               |       |
| Ret | 16 | Eddie Irvine          | Jaguar - Cosworth  | 57     | Frens           | 16              |       |
| Ret | 21 | Enrique Bernoldi      | Arrows - Cosworth  | 48     | Motor           | 18              |       |
| Ret | 12 | Olivier Panis         | BAR - Honda        | 39     | Motor           | 7               |       |
| Ret | 14 | Jarno Trulli          | Renault            | 36     | Virolla         | 8               |       |
| Ret | 11 | Jacques Villeneuve    | BAR - Honda        | 27     | Caixa canvi     | 11              |       |
| Ret | 15 | Jenson Button         | Renault            | 24     | Motor           | 13              |       |
| Ret | 25 | Allan McNish          | Toyota             | 23     | Motor           | 17              |       |
| Ret | 23 | Mark Webber           | Minardi - Asiatech | 23     | Hidràulics      | 21              |       |
| Ret | 20 | Heinz Harald Frentzen | Arrows - Cosworth  | 18     | Hidràulics      | 15              |       |
| Ret | 17 | Pedro de la Rosa      | Jaguar - Cosworth  | 0      | Transmissió     | 20              |       |

## Altres
- Pole: Michael Schumacher 1' 14. 389

- Volta ràpida: Michael Schumacher 1' 16. 462 (a la volta 44)